# Oranjerode hertenzwam
De oranjerode hertenzwam (Pluteus aurantiorugosus) is een schimmel behorend tot de familie Pluteaceae. Hij leeft saprotroof op stobben en knotten van loofbomen, vooral op iep (Ulmus), maar is ook bekend van populier (Populus) en wilg (Salix). Hij komt voor in loofbossen en lanen op kalkrijke, zandige of lemige bodems.

## Kenmerken

### Uiterlijke kenmerken
Hoed
De hoed heeft een diameter van 1,5 tot 5 cm. Naarmate hij ouder wordt krijgt hij een stompe umbo en uiteindelijk spreidend, niet-hygrofaan. De rand is vlak, bij oudere exemplaren slechts licht gekerfd. Oppervlak glad of licht gerimpeld. De kleur is oranje, oranjerood in het midden.
Lamellen
De lamellen staan vrij, zijn dikbuikig, aanvankelijk wit en worden daarna lichtroze. 
Steel
De steel heeft een lengte van 3 tot 8 cm en een dikte tot 0,6 cm. De vorm is cilindrisch, aanvankelijk massief, later hol met een knotsvormige basis. Het oppervlak is wit tot geelwit, bij jonge exemplaren longitudinaal vezelig. De basis is donkergeel tot oranje van kleur.
Vlees
Het vlees in de hoed is wit, gelig in de steel, met een vage geur en bittere smaak.
Sporenprint
De sporenprint is roze.

### Microscopische kenmerken
De sporen zijn ellipsvormig, glad, glasachtig, niet-amyloïde, kleurloos in KOH en meten 5,5–8 × 4–5 µm. Cheilocystidia zijn zeldzaam, breed tonvormig, dunwandig en tot 50-15 µm groot. Pileocystidia met gezwollen terminale elementen. Er zijn geen gespen aanwezig.

## Verspreiding
In Nederland komt de oranjerode hertenzwam matig algemeen voor. Hij staat op de rode lijst in de categorie 'Kwetsbaar'.